# Love Will Never Do (Without You)
Singles de Janet Jackson
Black Cat
(1990) State of the World
(1991)
Love Will Never Do (Without You) est une chanson de l'artiste américaine Janet Jackson, issue de son quatrième album, Janet Jackson's Rhythm Nation 1814 et sortie en single le 2 octobre 1990 sous le label A&M Records.

## Vidéoclip
Le vidéoclip est dirigé par le photographe Herb Ritts. Alors qu'elle devait à l'origine porter une robe, elle choisit de porter un jeans et une corset. Tournée en plein désert, on la voit en train de danser avec deux danseurs ou faire des caresses avec eux. Les acteurs Antonio Sabàto Jr. et Djimon Hounsou sont choisis pour apparaître dans le clip pour divers danses (notamment pour la roue).
Plusieurs noteront que ce vidéoclip marque le début de sa nouvelle image plus féminine et plus sexy, qui sera achevée avec l'album Janet.

## Record
Avec cette chanson, elle bat des records aux États-Unis. Lorsque le single apparaît dans le top 5, il devient le septième single de l'album à atteindre le top 5, faisant de l'album Rhythm Nation 1814, le premier et le seul album de histoire à générer 7 singles au top 5. Un record encore aujourd'hui jamais détrôné. En plus de ce record, la chanson devient n.1 du Billboard Hot 100 en janvier 1991, il devient également le seul album de l'histoire à avoir généré des singles n.1 sur trois années consécutives. En plus, en étant le quatrième single de l'album à s'être classé n.1, il devient le cinquième album de l'histoire à générer quatre singles au n.1 aux États-Unis.

## Classement par pays
| Classement (1990/1991)         | Meilleure position |
| ------------------------------ | ------------------ |
| Australie (ARIA)               | 14                 |
| Canada (RPM)                   | 1                  |
| Irlande (IRMA)                 | 22                 |
| Nouvelle-Zélande (RMNZ)        | 27                 |
| Pays-Bas (Nederlandse Top 40)  | 33                 |
| Royaume-Uni (UK Singles Chart) | 34                 |
| États-Unis (Hot 100)           | 1                  |
| États-Unis (R&B/Hip-Hop Songs) | 3                  |
| États-Unis (Dance Club Songs)  | 4                  |